# Lichen striatus
Il lichen striatus, anche noto come eruzione cutanea lineare infiammatoria acquisita di Blaschko o come dermatosi lichenoide lineare, è una rara dermatosi infiammatoria della cute che si presenta in particolar modo nei bambini di età compresa tra i 5 e i 15 anni. Si tratta di un'eruzione cutanea autolimitante e asintomatica caratterizzata da piccole papule squamose distribuite lungo le linee di Blaschko.

## Epidemiologia
Il lichen striatus colpisce nella metà dei casi bambini tra i 5 e i 15 anni con una storia di atopia ma si può verificare anche nella prima infanzia e negli adulti. Si verifica più frequentemente nelle femmine rispetto ai maschi, con un rapporto di 3:1 o 2:1. L'incidenza è sconosciuta ma si tratta di una malattia rara. Le lesioni tendono a svilupparsi in inverno e possono essere scatenate da infezioni virali come la varicella e da vaccino MPR. Sono documentati rari casi familiari.

## Eziopatogenesi
Il lichen striatus deriverebbe da un mosaicismo antigenico cutaneo determinato da mutazioni post-zigotiche in cellule ectodermiche che determinerebbero una predisposizione allo sviluppo della patologia in seguito ad infezioni virali, traumi o altri fattori di rischio ambientali. Questi antigeni vengono riconosciuti dai linfociti T del soggetto che scatenano una risposta autoimmunitaria locale autolimitante.

## Istologia
L'epidermide mostra ipercheratosi con paracheratosi, acantosi e spongiosi di grado variabile e liquefazione focale dello strato basale. Si possono rilevare cheratinociti discheratosici. Il derma è edematoso e presenta un denso e profondo infiltrato costituito da linfociti T prevalentemente CD8+ e istiociti con distribuzione a banda come nel lichen planus oltre che perivascolare e perifollicolare.

## Clinica
Il lichen striatus è caratterizzato dalla comparsa improvvisa di papule di piccole dimensioni, inizialmente rosa poi tendenti al bruno, discrete, appiattite con distribuzione lungo le linee di Blashko. Dopo circa una settimana tendono a confluire in bande di lunghezza variabile da qualche centimetro a decine di centimetri, larghezza di 0,2-2 cm, di colore rosso-brunastro, lievemente desquamanti, lineari ed irregolari, continue o interrotte. Sui glutei possono assumere l'aspetto di piccole placche. Le lesioni raggiungono le massime dimensioni nel giro di qualche settimana ma talvolta possono estendersi per qualche mese. Si risolvono spontaneamente dopo 6-12 mesi lasciando chiazze ipopigmentate, meno frequentemente iperpigmentate. Le lesioni sono generalmente asintomatiche benché possano dare prurito. Le lesioni coinvolgono solitamente un singolo arto (solo raramente sono bilaterali) ma possono presentarsi anche al tronco o ai glutei. Possono coinvolgere le unghie causando creste e solchi longitudinali o onicolisi.

## Diagnosi
La diagnosi è clinica. Nei casi dubbi è consigliato il ricorso alla biopsia.

## Trattamento
Non è necessario alcun trattamento nei bambini asintomatici in quanto la patologia ha risoluzione spontanea benché lenta. Negli adulti, dove è spesso sintomatico, si utilizzano corticosteroidi topici, in occlusiva quando sono coinvolte le unghie. In caso di resistenza o impossibilità nell'utilizzo di corticosteroidi, si possono applicare inibitori della calcineurina come tacrolimus o pimecrolimus.

## Prognosi
Le lesioni si risolvono spontaneamente in un tempo variabile da alcune settimane a qualche anno, mediamente in 6-12 mesi. Tendono ad essere più estese e sintomatiche negli adulti e in rari casi possono recidivare. Gli esiti post-infiammatori possono perdurare per anni.